# Бромантическая комедия
Бромантическая комедия — поджанр кинокомедии, который фокусируется на тесной мужской дружбе.

## Описание
Броманс, слово сочетающее слова «брат» и «романтика», можно определить как «тесную несексуальную дружбу между мужчинами». Бромантическая комедия находит юмор в развороте формулы типичной «романтической комедии». В фильме «Немножко беременна» романтическую линию имеют два мужчины. В фильме «Люблю тебя, чувак» главными героями являются два мужчины. Бромантические комедии представляют собой выражения мужской близости, с юмором высмеивая страхи персонажей быть гомосексуалами.
Главные герои бромантической комедии обычно не зрелые и им не хватает амбиций. Это «бета-мужчины», которые увлекаются порно и нездоровой едой, но они вынуждены расти, когда обнаруживают «прямую стрелу» женщин, детей и ответственность. Это история о «растворении мужской стаи, окончание юношеской связи», по словам Дэвида Денби из журнала «The New Yorker».
Бромантические комедии содержат концепцию «кода» между мужчинами: «bros before hos». Идея заключается в том, что связи между мужчинами более значимы, сильнее, глубже и основаны на взаимопонимании, в то время как связи между мужчиной и женщиной могут быть капризными, мелкими и менее удовлетворительными. Таким образом, если мужчина оставит своих друзей-мужчин ради женщины, его в конечном итоге бросят, предадут и/или доминируют. Это может быть слишком тёмно для комедии, поэтому бромантические комедии имеют дело с женоненавистничеством. В сюжете часто есть элемент, который позволяет мужчинам уйти самостоятельно, подальше от женщин. Примерами этого являются «Люблю тебя, чувак» или «Мальчишник в Вегасе».
По словам Тимоти Шари в фильме «Тысячелетняя мужественность: Мужчины в современном американском кино», ряд фильмов в этом жанре, таких как Незваные гости, обеспечивают удивительный уровень бисексуальности для его мужских персонажей и место для более диверсифицированных мужских отношений
Пьеса Шекспира «Бесплодные усилия любви» предоставляет в своем вступительном отрывке комедийный прототип идеи о том, что мужчины соглашаются на «код», чтобы секвестрировать себя и избежать романтики с противоположным полом.
Джадд Апатоу — известный режиссер жанра бромантической комедии. Его фильмы «Сорокалетний девственник» (2005), и «Немножко беременна» (2007) дали начало подобным фильмам, которые были выпущены в середине-конце 2000-х годов. Фильмы этой эпохи нашли аудиторию для комедийного изображения однополых отношений, к чему могли относиться мужчины, но которые были упущены сценаристами из виду.

## История
Аспекты бромантических комедий, включая мужское товарищество, можно найти в фильме Барри Левинсона «Забегаловка» В этом фильме группа из шести друзей-мужчин борется со взрослением и поиском своего пути в реальном мире, в то время как они друг у друга есть друг, чтобы поддержать их на этом пути. Аналогичная ситуация наблюдается в фильмах «Забыть и вспомнить» (1995) и «Мальчишник в Вегасе» (2009).
С фильмом Джона Гамбурга «Люблю тебя, чувак» жанр, похоже, достиг определенного апогея, так как фильм заходит очень далеко в своем изображении броманса, получая при этом много отличных отзывов. В нем Пол Радд играет Питера Клавена, который собирается жениться на своей возлюбленной, но он понимает, что у него нет друзей-мужчин, которые могли бы служить шафером на его свадьбе. Затем он встречает персонажа Джейсона Сигела, Сидни, который дружелюбен и является отличным дополнением к Питеру, но их броманс начинает влиять на отношения жениха с его будущей невестой.
Бродвей позаимствовал идею бромантической комедии из фильмов и придал ее традиционной музыкальной форме в мюзиклах «Книга мормона» и «Продюсеры».

## Критика
У жанра есть критики, которые обвиняют его в политической некорректности и различной нечувствительности, но фильмы являются сатирами, и в этом смысле разоблачение социальных проблем может рассматриваться как имеющее некоторое потенциально положительное влияние« Основной комедийной целью бромантической комедии является идея о том, что существует «кодекс» мужского поведения, который может препятствовать мужчинам реалистично или естественно общаться как с мужчинами, так и с женщинами. Используя сатиру и насмешки, фильмы раскрывают хрупкую идеологию и страхи, которые лежат в основе таких «кодов». Однако социальный критик Дэвид Хартвелл приходит к выводу, что под фасадом прогрессивной и освободительной мотивации жанр бромантической комедии в конечном итоге виновен в «увековечении идеологий, которые он пытается (или притворяется) критиковать».

## Элементы
- Мужская связь и гомосоциальная связь[4]
- Конфликты с гетеросексуальной связью[16]
- Акцент на бромансе и отказе от гомоэротизма, а также преднамеренная путаница гомосоциальных/гомоэротических отношений[6]
- Основное внимание уделяется мужскому самосознанию[9]
- Элемент сюжета, который позволяет мужчинам уйти самостоятельно, быть вдали от женщин, или быть на свадебных мероприятиях с участием женихов[2][9][29]
- Инфантилизм мужских персонажей[5]
- Юмор охраняет границу между тем, что приемлемо или неприемлемо в интересах парня[9]
- Юмор часто распространяется на то, что его считают «грубым» или «дерзким»[30][31]
- Фильмы можно назвать «дурацкими»[9][19]
- Женоненавистные элементы часто встречаются в повествовании о фильме[30][32]